# Ralph Myerz and the Jack Herren Band

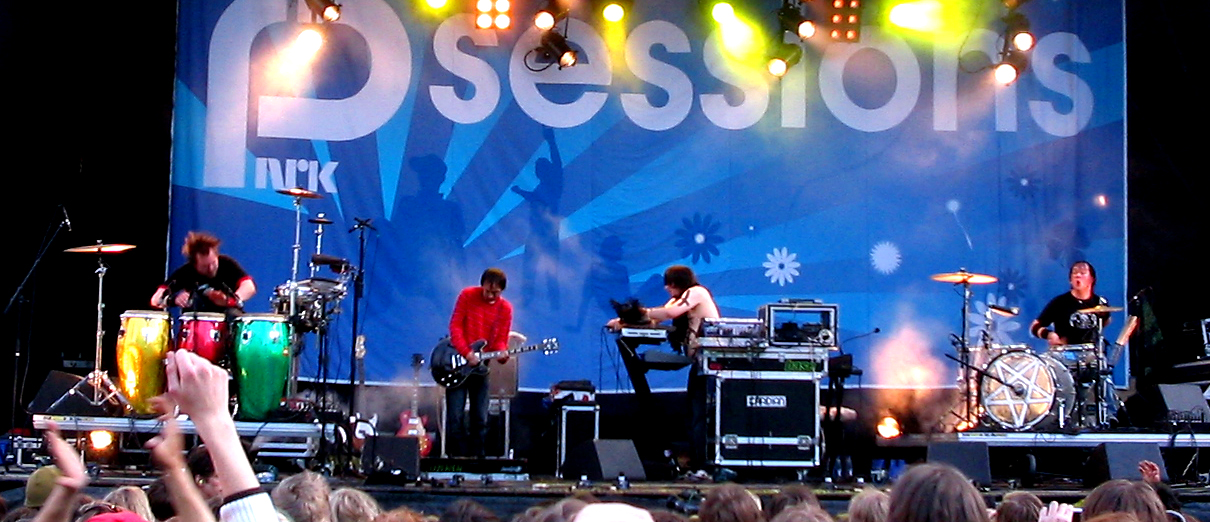
Ralph Myerz and the Jack Herren Band

Ralph Myerz and the Jack Herren Band – norweski zespół electro, założony w 1997 roku. W 2002 roku zespół wydał pierwszy album "A Special EP".

## Dyskografia

### Albumy
- A Special EP (2002)
- A Special Album (2003)
- Your New Best Friends (2005)
- Sharp Knives & Loaded Guns (2006)
- Ralphorama! - Appetite 4 Selfdestruction (2008)

### Remiksy
- Felix da Housecat featuring Miss Kittin – ("Madame Hollywood") (2002)